# Pivovar Molson Coors
Molson Coors Beverage Company je americko-kanadská nadnárodní společnost, která vyrábí nápoje a pivovarské produkty se sídlem v Chicagu, ve státě Illinois, v USA. Společnost má registraci firmy v Delaware.
Molson Coors Beverage Company vznikla sloučením společností Molson Brewery z Kanady a Adolph Coors Company z USA.
V roce 2016 získala společnost Molson Coors celé globální portfolio značek Miller Brewing Company se sídlem v Milwaukee ve Wisconsinu, přibližně za 12 miliard dolarů. Díky tomuto spojení se stala společnost Molson Coors v tom roce třetím největším světovým pivovarem.
Molson Coors Beverage Company je veřejně obchodovatelná společnost na akciovém trhu na burzách New York Stock Exchange a Toronto Stock Exchange.

## Historie společnosti
Dbe 22. července 2004 oznámily společnosti Adolph Coors Company a Molson Brewery svůj plán ke sloučení obou společností. Sloučení bylo dokončeno 9. února 2005 a společnost dostala název Molson Coors Brewing Company. Pivovar Molson Brewery byl založen v roce 1786 Johnem Molsonem ve městě Montreal v Kanadě. Společnost Adolph Coors Company byla založena v roce 1873 panem Adolphem Coorsem ve městě Golden, Colorado, USA.
Molson Coors Beverage Company koupil kanadský pivovar Creemore Springs dne 22. dubna 2005. Pivovar byl založen v roce 1987 panem Johnem Wigginsem. Sídlo má ve městě Creemore, v provincii Ontario, Kanada.
Provozy pivovaru Molson Coors Beverage Company v Brazílii byly prodány mexické skupině FEMSA v roce 2006. FEMSA tyto provozy prodala v roce 2010 společnosti Heineken International.

### Společná společnost s SABMiller
Dne 9. října 2007 oznámily společnosti SABMiller ( jihoafrická nadnárodní pivovarnická společnost ) a Molson Coors Brewing Company, založení společného podniku, pod názvem MillerCoors pro působení na trhu v USA. SABMiller získal 58% podíl a Molson Coors Beverage Company získala 42% podíl. MillerCoors spojil své působení v Severní Americe s podporou centrály v Torontu, Kanada.

### Evropská akvizice
V únoru 2011 koupila společnost Sharp's Brewery, britský pivovar založený v roce 1994 v St Minwer Lowlands, Rock, Cornwall v Anglii za 20 milionů liber.
Počátkem roku 2012 společnost expandovala na trhy ve střední a východní Evropě akvizicí jednoho z největších pivovarů StarBev od lucemburské investorské společnosti CVC Capital Partners.

### SABMiller akvizice
V září roku 2015 oznámila společnost Anheuser-Busch Inbev (belgická nadnárodní pivovarská společnost), že se dohodla se společností SABMiller o jeho koupení za 107 miliard dolarů.
Fúze mezi společnostmi Anheuser-Busch Inbev a SABMiller byla dokončena dne 10. října 2016. V souladu s dohodou i s regulačními orgány prodal SABMiller společnosti Molson Coors plné vlastnictví portfolia značek Miller Brewing Company.
Poté, co SABMiller prodal všechny své podíly v Miller Coors, se společnost Molson Coors Brewing Company stala největším pivovarem v Severní Americe.

### Restruktualizace v roce 2020
Dne 30. října 2019 společnost oznámila, že změnu svého názvu na Molson Coors Beverage Company. Kromě toho bylo navrženo zrušení obchodní značky MillerCoors a provedena reorganizace na obchodní společnosti Molson Coors North America se sídlem v Torontu a Molson Coors Europe se sídlem v Praze.

### Společný podnik s Yuengling
Dne 15. září 2020 oznámily společnosti Molson Coors a D.G. Yuengling & Son (nejstarší pivovarní společnost v Americe, založená v roce 1829) založení společného podniku, který bude dohlížet na expanzi piva Yuengling mimo jeho stávající trh. Podle dohody budou piva Yuengling vyráběna a balena ve vybraných pivovarech společnosti Molson Coors pod dohledem pivovarů Yuengling a distribuovány na nové trhy.

## Provozní společnosti
Společnost produkuje a prodává portfolia značek Molson Coors. Molson Coors provozuje pivovary po celém světě, včetně pivovaru Molson Brewery v Montrealu, Quebec, Kanada; pivovaru Blue Moon Brewing v Denveru, Colorado, USA; pivovaru Borsodi Brewery v Böcs, Maďarsko; pivovaru Coors Brewery v Goldenu, Colorado, USA; pivovaru Creemore Springs Brewery v Creemore, Ontario, Kanada; pivovaru Fraser Valley Brewery v Chilliwack, British Columbia, Kanada; pivovaru Leinenkugel Brewery v Chippewa Falls, Wisconsin, USA; pivovaru Zagrebačka pivovara v Záhřebu, Chorvatsko; pivovaru Pardubický pivovar v Pardubicích, Česká republika, pivovaru Staropramen v Praze, Česká republika a pivovaru Ostravar, Česká republika.

### Struktura společnosti
Molson Coors působí celosvětově na trzích prostřednictvím svých obchodních jednotek Molson Coors North America a Molson Coors Europe.

## Značky produktů
Mezi významné značky patří Blue Moon, Carling, Coors Banquet, Coors Light, George Killian's Irish Red, Granville Island Brewing, Hamm's, Hop Valley, Leinenkugel's, Miller High Life, Miller Lite, Milwaukee's Best, Molson Canadian, Molson Export, Steel Reserve, Terrapin, Vizzy Hard Seltzer, Bavaria, Borsodi, Grolsch, Peroni, Ožujsko, Nikšičko, Jelen, Lech, Tyskie, Staropramen, Velvet, Braník, Cool, Ostravar a Pardubický pivovar.